# منتخب تركيا لكأس ديفيز
منتخب تركيا لكأس ديفيز (بالتركية: Türkiye Davis Kupası takımı)‏ هو ممثل تركيا الرسمي في كرة المضرب في كأس ديفيز.